# Megamelus sponsa
Megamelus sponsa är en insektsart som beskrevs av George Willis Kirkaldy 1907. Megamelus sponsa ingår i släktet Megamelus och familjen sporrstritar. Inga underarter finns listade i Catalogue of Life.